# Gouvernement Likulia Bolongo
Zaïre
Tshisekedi III Laurent-Désiré Kabila
Le gouvernement Likulia Bolongo aussi appelé gouvernement de salut national est le dernier gouvernement mis en place au Zaïre sous Mobutu Sese Seko, le 11 avril 1997 après la nomination de général Norbert Likulia Bolongo au poste de Premier ministre le 9 avril. Ce gouvernement est en place jusqu’en fin mai 1997, lorsque le 20 mai Laurent-Désiré Kabila prend Kinshasa.

## Composition
- Premier ministre : Norbert Likulia Bolongo
- Vice-premier ministre des Affaires étrangères et de la Coopération internationale : Gérard Kamanda wa Kamanda
- Vice-premier ministre de la Défense nationale et des Anciens combattants : Donat Mahele Lieko Bokungu

### Ministres
- Affaires foncières : Ngongo Luwowo
- Agriculture et Développement rural : Ukelo W'Okingi
- Budget et Porte-feuille : Kot a Yomb
- Commerce extérieur : Luzanga Sha Mandevu
- Culture et Arts : Phoba di Panzu
- Économie nationale, Industrie et PME : Ndombe Sita
- Enseignement primaire, secondaire et professionnel : Musema Mambakila
- Enseignement supérieur, universitaire et Recherche scientifique : Bura Pulunyo
- Environnement, Conservation de la nature et Tourisme : Ngyukulu Kalunga Malu
- Finances : Mashagiro Haba
- Fonction publique, Travail et Prévoyance sociale : Betu wa Kabamba
- Information et Presse : Tryphon Kin-Kiey Mulumba
- Intérieur et Sécurité du territoire : Ilunga Shamanga
- Jeunesse, Sports et loisirs : Kisombe Kiaku Muisi
- Justice et Garde des Sceaux : Albert Tshibwabwa Ashila Pashi
- Mines et Energie : Baudouin Banza Mukalay
- Plan et Reconstruction nationale : Joseph Nsinga Udjuu
- Postes et Télécommunications : Munyanga Dieu-donné Kahozi
- Santé publique, Affaires sociales et Familles : Mwamba Yelumba
- Transports et Communications : Nyindu Kitenge
- Travaux publics, Aménagement du territoire et Urbanisme : Loteta Dimandja

### Vice-ministres
- Affaires étrangères et Coopération internationale : Lokondo Yoka
- Défense et Anciens Combattants : Ntumba Shabangi
- Enseignement primaire, secondaire et professionnel : Banikina Bayang
- Enseignement supérieur, universitaire et Recherche scientifique : Lwabandji Lwa'As
- Finances : Diomi Ndongala Nzomambu
- Intérieur et Sécurité du territoire : Lumuna Ndubu